# 유대유
유대유(兪大猷, 1503–1579)는 자(字)는 지보(志輔), 호(號)는 허강(虛江)으로, 명의 장군이자 무관이며 문인이다. 가정(嘉靖) 연간 중국 동남 연안에서 발생한 왜구의 대규모 활동, 이른바 가정대왜구(嘉靖大倭寇)에서 큰 활약을 보인 항왜(抗倭) 명장으로 잘 알려져 있다.

## 생애
1503년, 유대유는 복건(福建) 천주부(泉州府) 진강현(晉江縣) 호시하격두촌(濠市河格頭村)(오늘날 복건성 천주시 낙강구洛江區 하시진河市鎭 하시촌河市村)에서 태어났지만, 조적(祖籍)은 남직례(南直隸) 봉양부(鳳陽府) 확구현(霍邱縣, 오늘날 안휘성安徽省 육안시六安市 확구霍邱)이다. 가정 14년(1535), 무과(武科)에 급제하여 무진사(武進士)에 올랐고, 천호금문수어(千戶金門守禦)에 제수되어 복건 앞바다의 금문도(金門島)를 지켰다.
가정 34년(1555), 유대유는 장족(壯族) 출신 와씨부인(瓦氏夫人)과 함께 명군을 이끌고 절강(浙江) 가흥(嘉興) 일대를 약탈하던 왜구(倭寇) 2천명을  공격하여 승리했다.
가정 35년(1556), 절강총병(浙江總兵)으로 승진하였고, 왜구 섬멸의 지시를 받았다. 유대유는 절강 동북부에 위치한 주산(舟山)의 왜구 기지를 공격하였다.
가정 40년(1561) 음7월 15일, 호광진간참장서지휘첨사(湖廣鎭筸參將署指揮僉事)에서 남감참장(南贛參將)이 되어 강서(江西) 남감(南贛) 등처를 분수(分守)했다.
가정 41년(1562) 음11월 29일, 강서(江西) 흥녕(興寧), 정향(程鄕), 안원(安遠), 무평(武平) 네 현(縣)에 진성(鎭城)이 건설되어 '신위진(伸威鎭)'이라고 이름 지어졌다. 남감참장(南贛參將)에서 강서 남감·복건 정주(汀州)·복건 장주(漳州)·광동 혜주(惠州)·광동 조주(潮州) 다섯 지역을 협수(恊守)하는 부총병(副總兵)이 되어 신위진(伸威鎭) 내에 주둔했다. 신위영부총병(伸威營副總兵)이라고도 불렸다. 이로 인해 남감참장직은 없어지고 수비(守備) 1명과 파총(把總) 3명이 설치되었다.
가정 41년(1562) 음11월 29일, 신위영부총병에서 복건총병(福建總兵)으로 전직되었다.
가정 42년(1563), 척계광(戚繼光) 등과 함께 복건 흥화부(興化府) 보전현(莆田縣)의 왜구를 공격하였고, 왜구로부터 보전을 되찾았다.
가정 44년(1566), 중국 동남 연안의 왜구 대부분이 축출되었다.
유대유는 정직하고 올곧은 성품의 소유자였다. 황궁에서 첩보 업무를 담당하던 동창(東廠)의 대표를 만났을 때에도 뇌물 증여를 거절하였고, 결국 무고로 투옥되었다. 비록 척계광과 호종헌(胡宗憲)이 구해주었지만, 부패에 실망하여 실의 속에 사망하였다. 사후에는 좌도독(左都督)이 증여되었다. 시호(諡號)는 무양(ㅡ武襄)이다.
아들 유자고(兪咨臯)는 복건총병으로 복무했다. 1624년, 유자고는 팽호(澎湖)에 주군하던 네덜란드인들을 대만(臺灣)으로 몰아내었지만, 1627~1628년 정지룡(鄭芝龍)의 대규모 습격을 여러번 받았으며, 1628년, 하문(廈門)의 기지를 약탈당했다.

## 유산

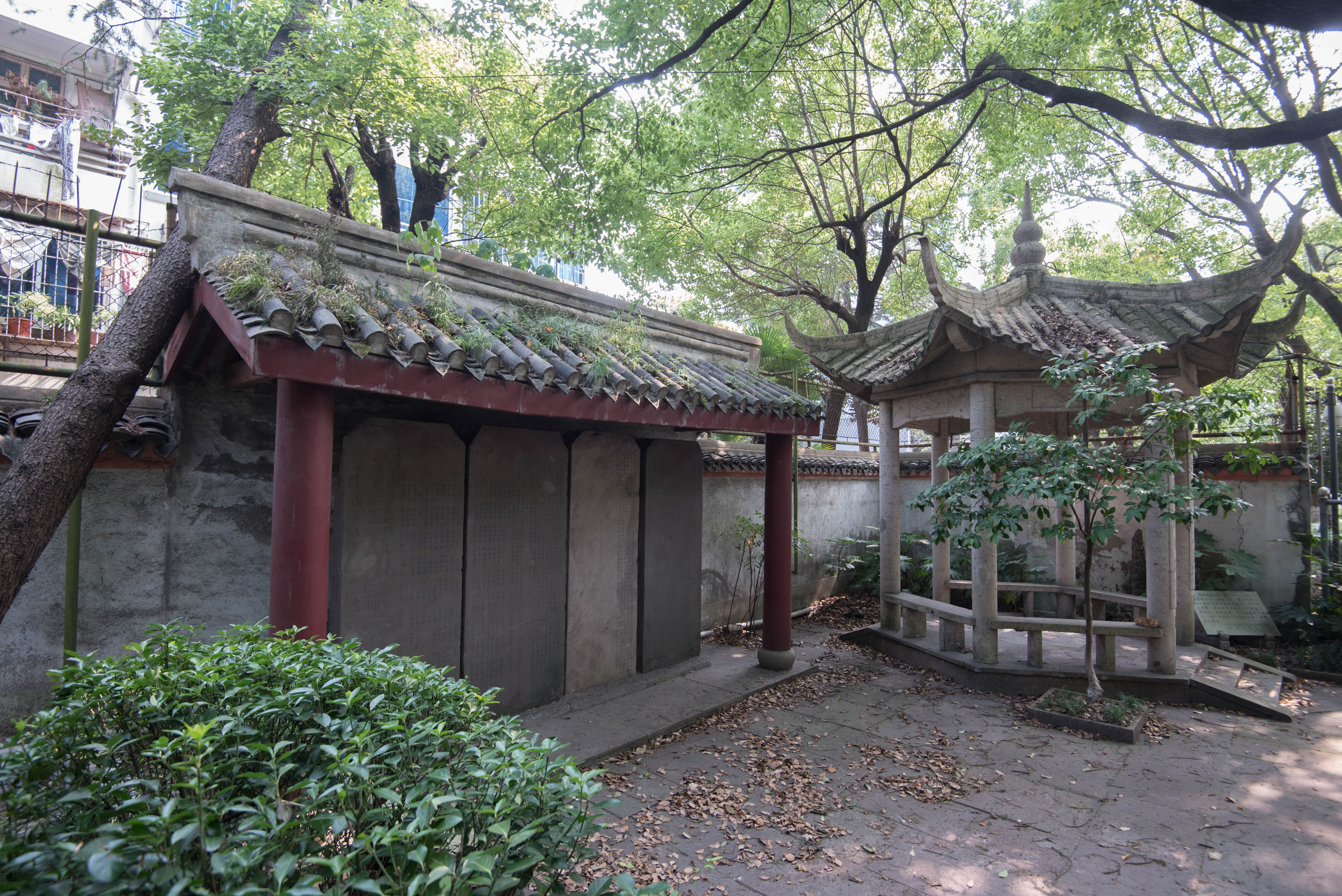
1559년, 유대유 기념 비석이 세워졌다. 현재의 절강성 진해시(鎭海市) 진해중학(鎭海中學)에 있다.

현재 절강성 율수현(溧水縣) 연도구(蓮都區) 대유가(大猷街)는 유대유의 왜구 토벌을 기념하여 그의 이름에서 따와 명명되었다. 유대유의 무덤은 현재 복건성 천주시 낙강구(洛江區)에 있으며, 복건성 성급유물보호단위(省級文物保護單位)로 지정되어 있다.

### 무예

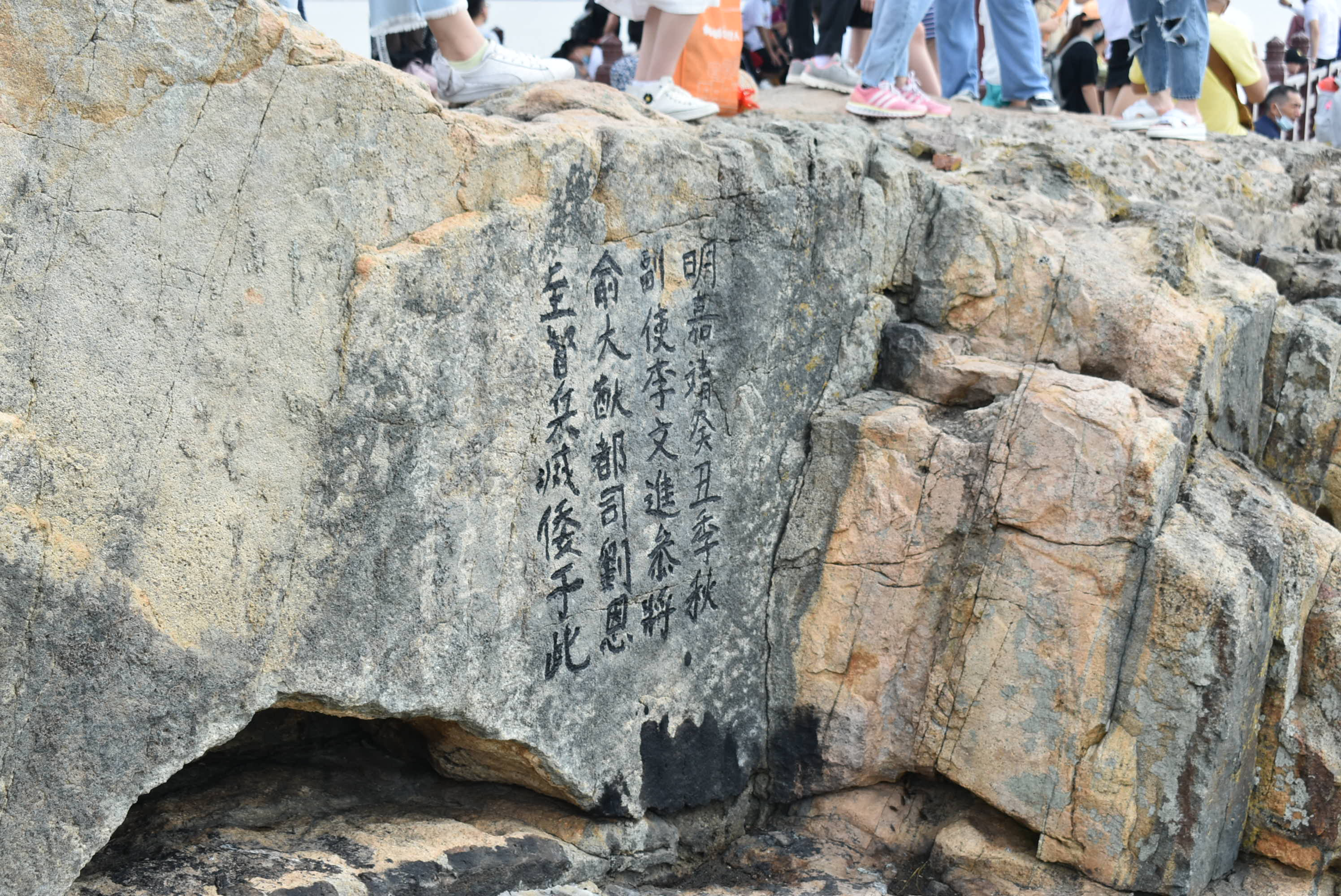
바위에 "명 가정 계유년(가정 32년, 1553) 가을, 부사(副使) 이문진(李文進), 참장(參將) 유대유(兪大猷), 도사(都司) 유은지(劉恩至)가 병사를 이끌고 이곳에서 왜를 멸하였다(明嘉靖癸丑季秋, 副使李文進, 參將兪大猷, 都司劉恩至, 督兵滅倭于此)"라는 구절이 새겨져 있다.

유대유는 또한 무술가이기도 했다. 유대유는 어려서부터 조본학(趙本學)을 스승으로 하여 병법과 무예를 익혔다.
중국 무술 역사에 있어 유대유는 척계광(戚繼光)과 더불어 복건에 남아 전해져 내려온 소림권(少林拳)을 발전시켰다. 이는 현재 남권(南拳)으로 불리는데 소림권과는 현격한 차이를 보인다. 남소림(南少林)은 현재 복건 천주(泉州)에 남아 있다.
또한 유대유는 형초장검(荊楚長劍)이라는 무기를 잘 다뤘다. 이후 『정기당집(正氣堂集)』이라는 문집을 출간했는데 그중에는 「검경(劍經)」이라는 장이 있으며, 후에 이것만으로도 독자적인 무예서가 되었다.
『검경(劍經)』은 가정 36년(1557) 완성되었다. 또한 유대유는 『검경』과 『병법발미(兵法發微)』를 스승 조본학이 지은 『도검내외편(韜鈐內外編)』과 함께 집대성하여 『속무경총요(續武經總要)』를 지었다. 『검경』은 실제로 곤봉(棍棒)과 장병기(長兵器) 사용법에 관한 책이다. 검법(劍法) 혹은 곤법(棍法), 사법(射法), 진법(陣法) 세 체계로 구성되었으며, 유대유는 '곤봉이 무예 가운데 으뜸이다(棍爲藝中魁首)'라고 칭했다. '기정상생(奇正相生)'의 변화와 '이정제동(以靜制動, 정으로 동을 제압하다)'으로 나중에 발하지만 먼저 이르러야(後發而先至) 하고, 적이 '옛 힘이 조금 과하면 새 힘은 발하지 않는다(舊力略過, 新力未發)'는 상태애 있으면 돌격을 가하여 '적에게 제2타를 가한다(打他第二下)'는 것을 강조했다. '상대가 힘을 쓰기 전에는 강건해야 하고, 상대가 힘을 쓴 후에는 부드러운 상태가 되어야 하며, 내가 조용히 기다리는 것에 상대가 집중하게 하여, 적이 타격하는 방식을 알면 그때 그대가 싸우는 방식대로 하라(剛在他力前, 柔乘他力後, 彼忙我靜待, 知拍任君鬪)'라고 하였다.
가정 39년(1560) 즈음, 유대유는 소림사(少林寺)에 들어가, 소림사 승려들의 전투 전략을 얻고자 했다. 그 결과, 유대유는 종경(宗擎)과 보종(普從) 두 승려를 데리고 남쪽으로 돌아왔다. 이후 3년 동안 그는 이들에게 유가곤(兪家棍)을 가르쳤다. 유가곤은 형초장검과 양가창(楊家槍)의 움직임을 기반으로 하여 그가 만든 곤봉술이다. 종경과 보경은 훗날 소림사로 돌아가 다른 승려들에게 유가곤을 전수했다. 20세기 무예 전문가 당호(唐豪)는 소림 곤봉술인 오호란(五虎攔)의 기원은 유가곤이라고 지목하였다.

## 추가 문헌
- Shahar, Meir (December 2001). “Ming-Period Evidence of Shaolin Martial Practice”. 《Harvard Journal of Asiatic Studies》 (Harvard Journal of Asiatic Studies, Vol. 61, No. 2) 61 (2): 359–413. doi:10.2307/3558572. ISSN 0073-0548. JSTOR 3558572.
- 장정옥(張廷玉), 『명사(明史)』, 권212.
- 이으뜸,  『검경(劍經): 한중일 무술의 공통 기원』(2023). ISBN 979-11-410-4768-9